# Circuito de Calafat
El Circuito de Calafat es un circuito de 3.250 metros situado cerca de la urbanización Calafat, perteneciente a La Ametlla de Mar (Tarragona) España.

## Historia

Trazado antiguo del circuito

Variante del circuito para carreras de rallycross.

El circuito de Calafat fue construido en 1974. Fue diseñado por Jordi Xiol, financiado por la empresa Calafat S.A. y un amplio grupo de entusiastas del motor, con un coste inicial de 30 millones de pesetas. Tuvo diferentes problemas legales (licencia de actividad) que comportó su clausura el año 1982. En 1983 por resolución del Tribunal Superior de Justicia fue reabierto y ampliado en su trazado hasta el actual 3.250 metros con la ayuda económica de la Generalidad de Cataluña
En la actualidad por convenio entre las partes, la propiedad del circuito es del Ayuntamiento de la Ametlla de Mar y la concesión de la empresa Calafat, S.A. 
El circuito se asfaltó y mejoró en escapatorias y pianos a principios de 2009.
En el 2012 el circuito recibe la homologación de la Federación Catalana de Motociclismo, pero no se ha realizado proceso de homologación con la Federación Española de Motociclismo. En cambio está homologado tanto por la Federación Catalana como Española de Automovilismo.

## Características
| - Trazado: 3.250m - Ancho pista: 10m - Curvas: 9 a der./7 a izq. - Recta: 600m - Boxes: 24 de 6x4m - Tomas de luz 380v: 30 - Tomas de luz 220v: 125 - Lavabos: Unidad de 34WC y 6 duchas - Unidad de 6WC - Unidad de 12WC - Bar Paddock: 15x10m - Paddock: 16.000m2 - Nave: 24x14 (336m2) - Exterior: 1.636m de 2,5m de alto - 2.040m de 1,5m de alto - Interior: 1.900m de 2,5m de alto - 228m de 1,5m de alto - Circuito escuela: 424m de 1,5m de alto - Muros: 749m de 1,5m x 0,4m - Puertas: 35 - Edificio escuela de conducción (80m2): Aulas, Garaje | - Longitud de pista 770m - Recta principal 227m - Anchura máxima de pista 13m - Anchura mínima de pista 6,5m - Sistema de riego por aspersión. - Obstáculos - Rampas - Pendientes |